# Zeekr 001
La Zeekr 001 est une berline typée break de chasse électrique du constructeur automobile chinois Zeekr appartenant au groupe Geely, et cousin technique du constructeur Lynk & Co. Elle est produite en Chine à partir du 20 octobre 2021 et commercialisée localement, avant une commercialisation en Europe en 2023,.

## Présentation
La Zeekr 001 est présentée le 16 avril 2021. 
Son design de break de chasse s'apparente à la Porsche Panamera Sport Turismo et elle est quasiment une copie, notamment pour la face avant, de ses cousines de Lynk & Co avec ses modèles 01, 02 et 03, jusqu'au nom du modèle : 001.

## Caractéristiques techniques
La Zeekr 001, comme la Lynk & Co Zero EV, repose sur plateforme technique SEA (Sustainable Electric Architecture) spécifique aux modèles électriques du groupe Geely.

### Motorisation
La 001 est dotée de moteurs électriques positionnés sur les essieux avant et arrière ou uniquement à l'arrière, produisant une puissance combinée de 544 ch (400 kW) et 700 N m de couple pour la Dual Motor et peut propulser la 001 de 0 à 100 km/h en 3,8 secondes. Zeekr annonce que la 001 peut fonctionner jusqu'à 700 km avec une charge complète, et sa configuration de charge lui octroie 120 km d'autonomie en seulement cinq minutes de recharge.

### Batterie
La Zeekr 001 est dotée d'une batterie lithium-ion NMC (Nickel-Manganèse-Cobalt) d'une capacité de 100 kWh fournit par l'entreprise chinoise CATL.
|                                      | Zeekr 001                                 | Zeekr 001                                 |
| RWD                                  | AWD                                       |                                           |
| ------------------------------------ | ----------------------------------------- | ----------------------------------------- |
| Puissance moteur (kW)                | 200                                       | 400                                       |
| Puissance maximale (ch)              | 272                                       | 544                                       |
| Couple maximal (N m)                 | 343                                       | 686                                       |
| Vitesse maximale (km/h)              | 200                                       | 200                                       |
| 0-100 km/h (s)                       | 7,2                                       | 3,8                                       |
| Transmission                         | Propulsion                                | Intégrale                                 |
| Masse à vide (kg)                    | 2200                                      | 2350                                      |
| Batterie                             |                                           |                                           |
| Type                                 | Lithium-ion NMC (nickel manganèse cobalt) | Lithium-ion NMC (nickel manganèse cobalt) |
| Capacité (kWh)                       | 100                                       | 100                                       |
| Autonomie (km) - cycle WLTP          | 620                                       | 580                                       |
| Puissance maximale de charge         |                                           |                                           |
| en courant alternatif monophasé (kW) | 7,4                                       | 7,4                                       |
| en courant alternatif triphasé (kW)  | 22                                        | 22                                        |
| en courant continu (kW)              | 200                                       | 200                                       |
| Temps de recharge                    |                                           |                                           |
| sur une prise domestique             |                                           |                                           |
| sur une borne 22 kW                  | 5h30                                      | 5h30                                      |
| sur une borne rapide 200 kW          | 30 min (10 à 80%)                         | 30 min (10 à 80%)                         |

## Finitions

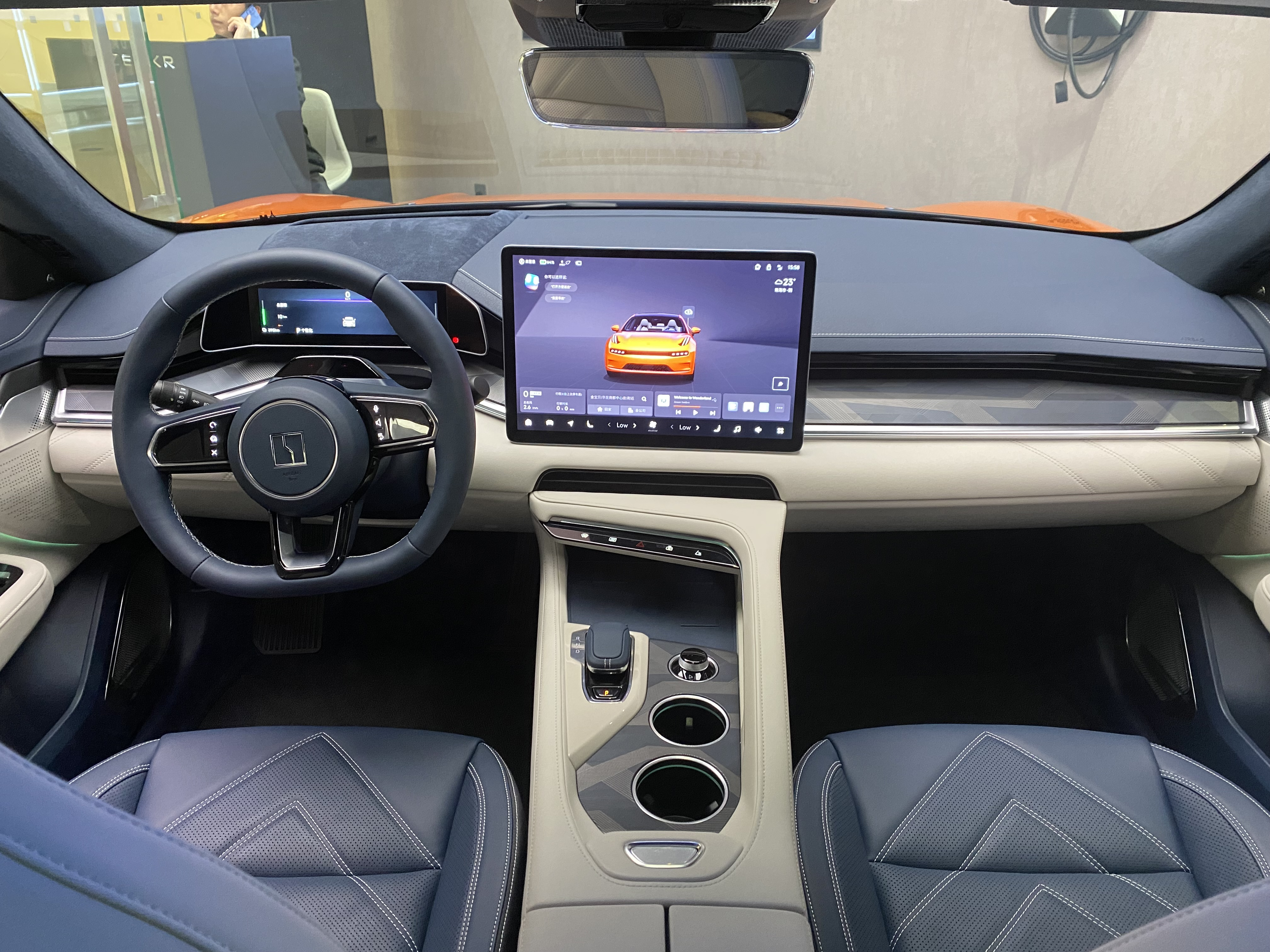
Planche de bord

- Performance
- Privilege

## Concept car
La Zeekr 001 est préfigurée par le concept car Lynk&Co Zero Concept présenté au Beijing Motor Show en septembre 2020.